# Kníže-velkopřevor

Kníže-velkopřevor je v současnosti světově jedinečný titul hlavy české frakce Maltézského řádu.

## Historie
V historii se pouze dvěma maltézským velkopřevorům podařilo získat knížecí titul. Tím historicky prvním byl velkopřevor německý. Němečtí velkopřevorové získali roku 1272 od římského krále Richarda Cornwallského vládu nad říšským panstvím s centrem ve švábském městě Heitersheim. V roce 1548 povýšil císař Karel V. tehdejšího velkopřevora Georga Schillinga z Cannstattu (1490-1554) na říšského knížete. Od toho roku (někdy chybně uváděn i rok 1546) až do roku 1805 náležel německým velkopřevorům virilní hlas v knížecí radě říšského sněmu. Heitersheimské panství ovšem nebylo zcela říšsky bezprostřední, nýbrž bylo lénem alsaského říšského opatství v Murbachu. Ještě r. 1724 požadoval opat z Murbachu po velkopřevorovi z Heitersheimu daně. Když byl Murbach r. 1764 sekularizován, vynutilo si v roce 1778 svrchovanost nad Heitersheimem Rakousko jménem držby okolního předorakouského Breisgavska. Teprve po Zakončení mimořádné říšské deputace r. 1803 se Haitersheim zbavil cizí nadvlády a byl povýšen na bezprostřední říšské knížectví, i když pouze na necelé tři roky

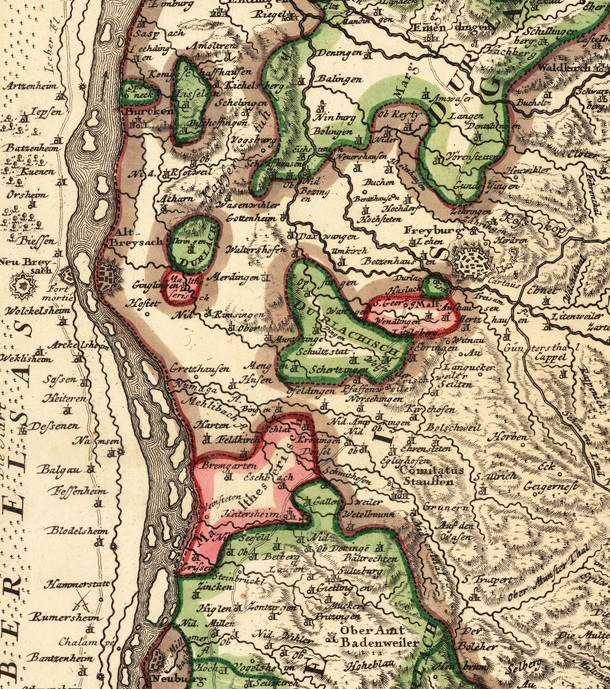
Mapa Heitersheimského panství počátkem 18. století (růžovou barvou), okolní země: rakouské Breisgau, bádenské exklávy (zeleně) a Francie (západně o Rýna)

Za třetí koaliční války Napoleon knížectví zrušil a přiřkl Bádensku. Titul německého knížete-velkopřevora měl naproti tomu napříště náležet výhradně některému z mladších bavorských princů z rodu Wittelsbachů. Poslední kníže-velkopřevor, Ignaz Balthasar Rinck von Baldenstein (1721-1807) se však až do své smrti odmítl vzdát svého, nyní již prázdného, knížecího titulu a po smrti Rincka bylo nakonec velkopřevorství zrušeno. K přenesení titulu na bavorský rod tedy nikdy nedošlo.
Podruhé byl titul udělen jako rakouský 2. dubna 1881 císařem Františkem Josefem I. pro česko-rakouského velkopřevora řádu Maltézských rytířů sídlícímu v Praze. S titulem, uděleným tehdejšímu velkopřevorovi Otheniovi, hraběti Lichnovském z Voštic (1826-1887) se původně pojilo právo na oslovení "Jeho knížecí Milost", ale 20. července 1905 polepšil císař toto oslovení na "Jeho Jasnost", přičemž šlo o jediné udělení tohoto predikátu přímo duchovnímu úřadu v historii. Tento predikát, který byl udílen jen vysoké šlechtě – knížatům a vévodům, byl ovšem velkopřevorskému úřadu udělen také proto, že řádným rytířem, tím spíše pak velkopřevorem, se mohl stát jen člen některého starého šlechtického rodu se čtyřmi generacemi šlechtických předků.
Po rozdělení velkopřevorství na české a rakouské a následném přechodném zrušení pražského velkopřevorského úřadu nebyla jasně stanoveno, který z obou velkopřevorů je dědicem knížecího titulu. S ohledem na přednostní právo české řádové provincie (Čechy byly královstvím, zatímco Rakousy "jen" arcivévodstvím) a také s ohledem na skutečnost, že české velkopřevorství je ze všech existujících nejstarší, lze spíše usuzovat na právo pražského velkopřevora užívání knížecího titul, který na rozdíl od titulu knížete-biskupa, nebyl papežem nikdy zrušen. V současnosti je tak pražský velkopřevor spolu s řádovým velmistrem jednou ze dvou osob v rámci řádu, s jejichž úřadem se knížecí hodnost pojí.
Maltézský řád v českých zemích působí již od 12. století, kdy byla zřízena první komenda, a s výjimkou dvou přerušení (za Protektorátu Čechy a Morava a později v dobách socialismu) funguje nepřetržitě dodnes.